# Lucie Barret
Pour les articles homonymes, voir Barret (homonymie).
Lucie Barret est une actrice française née à Paris le 3 janvier 1987.

## Biographie
Lucie Barret a commencé les tournages à l'âge de neuf ans et a joué de 2001 à 2016, un personnage récurrent, Charlotte, dans la série Famille d'accueil sur France 3 avec Virginie Lemoine, Christian Charmetant, ses parents dans la série, et Ginette Garcin, sa grand-tante dans l'histoire.
Lucie Barret a passé une partie de sa scolarité à l'école des enfants du spectacle.

## Filmographie

### Télévision

#### Séries télévisées
- 2001-2016 : Famille d'accueil : Charlotte Ferrière
- 2001 : Avocats et Associés
- 2004 : Louis Page
- 2004 : Alex Santana, négociateur (un épisode) de Denis Amar : Romane Bordier
- 2005 : Commissaire Moulin
- 2017 : Agathe Koltès

#### Téléfilms
- 1996 : Un homme de Robert Mazoyer
- 1996 : Une femme en blanc d'Aline Issermann
- 1996 : Maintenant ou jamais de Jérôme Foulon
- 1997 : L'Enfant des terres blondes d'Édouard Niermans
- 1998 : Fleurs de sel d'Arnaud Sélignac
- 1999 : Julien l'apprenti de Jacques Otmezguine
- 2001 : Fred et son orchestre de Mickaella Watteaux
- 2001 : Une femme amoureuse de Jérôme Foulon
- 2004 : Le Silence de la mer de Pierre Boutron

### Court métrage
- 2005 : Jour de brouillard de Mathieu Thomasset

## Théâtre
- 1998 : Dialogues de bêtes, de Th. du Lucernaire
- 1999 : Alceste de Gluck, de Bob Wilson
- 2006 : Toc Toc !, une représentation en remplacement de Marilou Berry, de Laurent Baffie
- 2013 : Le Bal d'Irène Némirovsky[1], mise en scène de Virginie Lemoine et Marie Chevalot